# Curiquinca
El Curiquinca es un estratovolcán que se extiende a ambos lados de la frontera entre Bolivia y Chile. Se encuentra inmediatamente al este del volcán Colorados y al noreste del volcán Escalante, todos los cuales se consideran parte del grupo volcánico Sairecabur. El área clara detrás de la montaña es parte de un gran depósito de azufre, ubicación de las - ahora abandonadas azufreras El Apagado en el lado chileno y su contraparte azufrera Rosita en el lado boliviano de la frontera.